# Christos Marangos
Christos Marangos (ur. 9 maja 1983 w Limassolu) – cypryjski piłkarz grający na pozycji pomocnika.

## Kariera piłkarska
Marangos karierę rozpoczął w Apollon Limassol, z którego zimą 2005 roku przeniósł się do Anorthosis Famagusta. Odchodził z tego klubu trzykrotnie, najpierw do greckiego Aris FC, potem do Apollon Limassol, przed sezonem 2012/13 natomiast do AEK Larnaka, dość szybko jednak wracał do Anorthosis Famagusta. Obecnie już po raz czwarty jest graczem tego zespołu.

## Kariera reprezentacyjna
W reprezentacji Cypru zadebiutował 13 sierpnia 2005 roku w towarzyskim meczu z reprezentacją Iraku. Na boisku pojawił się w 46 minucie meczu.
| Mecze i gole w reprezentacji | Mecze i gole w reprezentacji | Mecze i gole w reprezentacji | Mecze i gole w reprezentacji | Mecze i gole w reprezentacji | Mecze i gole w reprezentacji | Mecze i gole w reprezentacji |
| #                            | Data                         | Stadion                      | Rywal                        | Wynik                        | Gol                          | Rozgrywki                    |
| 2005                         | 2005                         | 2005                         | 2005                         | 2005                         | 2005                         | 2005                         |
| ---------------------------- | ---------------------------- | ---------------------------- | ---------------------------- | ---------------------------- | ---------------------------- | ---------------------------- |
| 1.                           | 13.08.2005                   | Limassol, Cypr               | Irak                         | 2:1                          | 0                            | towarzyski                   |
| 2.                           | 08.10.2005                   | Nikozja, Cypr                | Irlandia                     | 0:1                          | 0                            | El. MŚ 2006                  |
| 3.                           | 12.10.2005                   | Saint-Denis, Francja         | Francja                      | 0:4                          | 0                            | El. MŚ 2006                  |
| 2006                         |                              |                              |                              |                              |                              |                              |
| 4.                           | 28.02.2006                   | Larnaka, Cypr                | Słowenia                     | 0:1                          | 0                            | towarzyski                   |
| 5.                           | 16.08.2006                   | Konstanca, Rumunia           | Rumunia                      | 0:2                          | 0                            | towarzyski                   |
| 2007                         |                              |                              |                              |                              |                              |                              |
| 6.                           | 07.02.2007                   | Nikozja, Cypr                | Bułgaria                     | 0:3                          | 0                            | towarzyski                   |
| 7.                           | 22.08.2007                   | Serravalle, San Marino       | San Marino                   | 1:0                          | 0                            | El. ME 2008                  |
| 8.                           | 13.10.2007                   | Nikozja, Cypr                | Walia                        | 3:1                          | 0                            | El. ME 2008                  |
| 9.                           | 17.10.2007                   | Dublin, Irlandia             | Irlandia                     | 1:1                          | 0                            | El. ME 2008                  |
| 2008                         |                              |                              |                              |                              |                              |                              |
| 10.                          | 06.02.2008                   | Nikozja, Cypr                | Ukraina                      | 1:1                          | 0                            | towarzyski                   |
| 11.                          | 20.08.2008                   | Lancy, Szwajcaria            | Szwajcaria                   | 1:4                          | 0                            | towarzyski                   |
| 12.                          | 15.10.2008                   | Dublin, Irlandia             | Irlandia                     | 0:1                          | 0                            | El. MŚ 2010                  |
| 2009                         |                              |                              |                              |                              |                              |                              |
| 13.                          | 11.02.2009                   | Nikozja, Cypr                | Słowacja                     | 3:2                          | 1                            | towarzyski                   |
| 14.                          | 01.04.2009                   | Sofia, Bułgaria              | Bułgaria                     | 0:2                          | 0                            | El. MŚ 2010                  |
| 15.                          | 12.08.2009                   | Tirana, Albania              | Albania                      | 1:6                          | 0                            | towarzyski                   |
| 16.                          | 05.09.2009                   | Nikozja, Cypr                | Irlandia                     | 1:2                          | 0                            | El. MŚ 2010                  |
| 17.                          | 09.09.2009                   | Podgorica, Czarnogóra        | Czarnogóra                   | 1:1                          | 0                            | El. MŚ 2010                  |
| 2010                         |                              |                              |                              |                              |                              |                              |
| 18.                          | 03.03.2010                   | Larnaka, Cypr                | Islandia                     | 0:0                          | 0                            | towarzyski                   |
| 19.                          | 11.08.2010                   | Larnaka, Cypr                | Andora                       | 1:0                          | 0                            | towarzyski                   |
| 2012                         |                              |                              |                              |                              |                              |                              |
| 20.                          | 15.08.2012                   | Sofia, Bułgaria              | Bułgaria                     | 0:1                          | 0                            | towarzyski                   |
| 21.                          | 12.10.2012                   | Maribor, Słowenia            | Słowenia                     | 1:2                          | 0                            | El. MŚ 2014                  |
| 2013                         |                              |                              |                              |                              |                              |                              |
| 22.                          | 06.02.2013                   | Nikozja, Cypr                | Serbia                       | 1:3                          | 0                            | towarzyski                   |

## Sukcesy
Apollon
- Puchar Cypru: 2001

Anorthossis
- Mistrzostwo Cypru: 2005
- Puchar Cypru: 2007